# 21ジャンプストリート (映画)
『21ジャンプストリート』（とぅえんてぃわんじゃんぷすとりーと、原題: 21 Jump Street）は、2012年のアメリカ合衆国のアクション・コメディ映画。主演はジョナ・ヒルとチャニング・テイタム、脚本はマイケル・バコール、監督はフィル・ロードとクリストファー・ミラー。1987年の同名のテレビシリーズを原作としている。
全世界で2億100万ドルの興行収入を記録した。2014年6月13日には続編『22ジャンプストリート』が公開された。

## キャスト

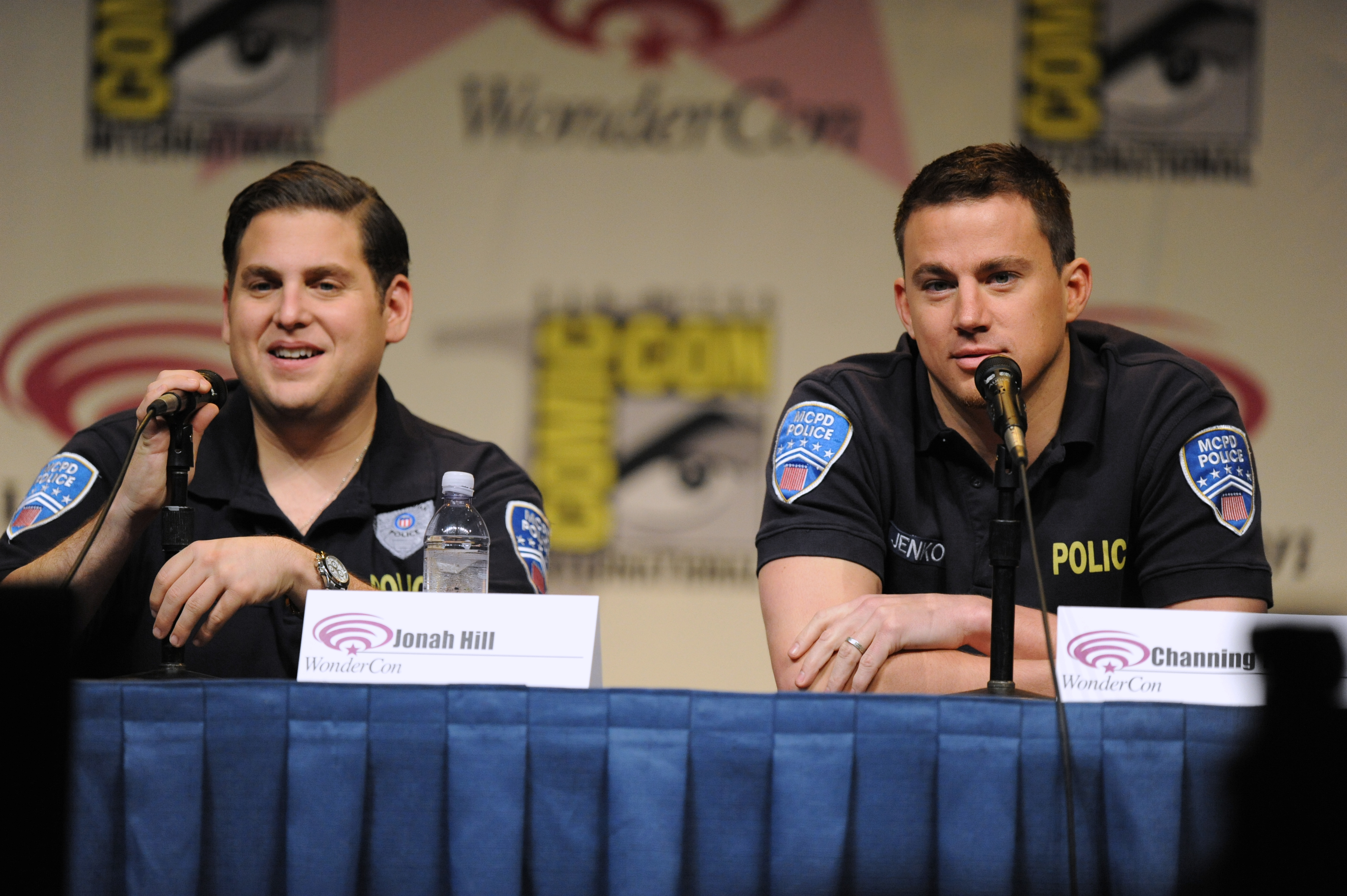
ワンダーコンで本作の衣裳を着てプロモーションをするジョナ・ヒルとチャニング・テイタム。

| 役名                   | 俳優                                    | 日本語吹替      | 日本語吹替 |
| 役名                   | 俳優                                    | ソフト版        | 機内上映版 |
| ---------------------- | --------------------------------------- | --------------- | ---------- |
| モートン・シュミット   | ジョナ・ヒル                            | 奈良徹          |            |
| グレッグ・ジェンコ     | チャニング・テイタム                    | 最上嗣生        | 鶴岡聡     |
| モリー                 | ブリー・ラーソン                        | 石田嘉代        |            |
| エリック               | デイヴ・フランコ                        | 早志勇紀        |            |
| ウォルターズ先生       | ロブ・リグル                            | 西村太佑        |            |
| ドミンゴ               | デレイ・デイヴィス                      | 後藤光祐        |            |
| ディクソン警部         | アイス・キューブ                        | 白熊寛嗣        |            |
| ザック                 | ダックス・フレイム                      | 西健亮          |            |
| ゴードン               | クリス・パーネル                        | 玉木雅士        |            |
| グリッグス先生         | エリー・ケンパー                        | 坂井恭子        |            |
| ダディアー校長         | ジェイク・ジョンソン                    | 永田昌康        |            |
| ハーディ副部長         | ニック・オファーマン                    | 後藤ヒロキ      |            |
| ジュディ               | ホリー・ロビンソン・ピート              |                 |            |
| フゲイジー             | ダコタ・ジョンソン                      | ふしだ里穂      |            |
| ビリアム・ウィリンガム | ジョニー・シモンズ                      |                 |            |
| フアリオ               | ジャスティン・ハイアーズ                | 櫻井トオル      |            |
| アニー・シュミット     | キャロライン・アーロン                  | 品田美穂        |            |
| デビッド・シュミット   | ジョー・クレスト                        |                 |            |
| カメオ出演             |                                         |                 |            |
| トム・ハンソン         | ジョニー・デップ （クレジットなし）     | 高橋英則        |            |
| ダグ・ペンホール       | ピーター・デルイーズ （クレジットなし） | 後藤ヒロキ      |            |
| その他                 | N/A                                     | 山本格 近木裕哉 |            |
|                        |                                         |                 |            |
| 演出                   |                                         | 依田孝利        |            |
| 翻訳                   |                                         | 岡部康子        |            |
| 制作                   |                                         | 東北新社        |            |

## 製作
2008年5月、コロンビア ピクチャーズがテレビシリーズの映画版を企画中であることが判明する。ジョナ・ヒルは脚本を書き直すだけでなく、製作総指揮および主演としても映画に参加することが明らかとなった。ヒルはホラー監督のロブ・ゾンビを本作の監督に希望した。2009年5月、ヒルは本作を「R指定で、『バッドボーイズ』とジョン・ヒューズが融合したタイプの映画」になると説明した。2009年12月21日、『くもりときどきミートボール』の監督であるフィル・ロードとクリストファー・ミラーに監督を交渉中であることが発表された。

## 公開
プレミア上映は2012年3月12日にテキサス州オースティンのパラマウント・シアターで行われた。米国ではコロンビア ピクチャーズとメトロ・ゴールドウィン・メイヤーにより、2012年3月16日に劇場公開された。
日本ではビデオスルーとして、2013年3月6日にDVDが発売された。

## 評価

### 興行収入
アメリカ合衆国とカナダでは公開初日に1320万ドルを売り上げた。初週末3日間では3500万ドルを売り上げ1位となった。アメリカとカナダで1億3840万ドル、その他の国で6310万ドル、全世界で2億160万ドルの興行収入を記録し、ハイ・スクール/コメディ映画としては歴代トップの興行収入を記録した。

### 批評家の反応
レビュー集計サイトRotten Tomatoesでは、226件のレビューから85%の支持率を得ており、平均評価は7.20/10となっている。Rotten Tomatoesの批評では、「80年代のノスタルジーとティーン向け映画の典型をスマートかつ愛情を込めて風刺したこの作品は、驚くほど満足のいく噛みごたえのある乱暴なメインストリーム・コメディである」と書かれている。 Metacriticでは、41人の批評家による100点満点中69点で、「おおむね好意的な評価」となっている。CinemaScoreによる観客の投票では、A+からFまでの評価で平均「B」という評価を得ている。